# Lê Lương Đống
Lê Lương Đống (sinh ngày 9 tháng 10 năm 1952)  là phó giáo sư, tiến sĩ, bác sĩ, giảng viên người Việt Nam trong lĩnh vực đông y. Ông được phong tặng danh hiệu thầy thuốc ưu tú của Việt Nam.
Ông nguyên là quyền vụ trưởng vụ Y học cổ truyền Bộ Y tế Việt Nam, phó giám đốc Học viện Y Dược học cổ truyền Việt Nam, viện trưởng Viện Nghiên cứu Y dược học Tuệ Tĩnh. Hiện nay, ông đã nghỉ hưu.

## Tiểu sử
Lê Lương Đống quê ở xã Thanh Hưng (nay là xã Đại Đồng), huyện Thanh Chương, tỉnh Nghệ An. Ông ngoại làm nghề buôn thuốc Bắc, Nam. Ông thi đỗ vào trường Đại học Y Hà Nội khi Việt Nam tổ chức thi Đại học đầu tiên năm 1970. Năm 1971, khi có lệnh tổng động viên ông đã đi bộ đội, tham gia chiến trường thành cổ Quảng Trị năm 1972. Tại đây, ông được kết nạp vào Đảng cộng sản Việt Nam và trở về trường tiếp tục học tập sau năm 1975.
Năm thứ 4 đại học, ông thi đỗ chương trình Bác sĩ nội trú, lúc đó ông thi vào khoa Nhi, nhưng khoa Nhi lúc này không có lớp học nội trú, ông được chuyển sang khoa y học cổ truyền để học nội trú. Năm 1980, ông Tốt nghiệp đại học, làm luận án thạc sĩ, tiến sĩ rồi qua nhiều vị trí công tác tại các bệnh viện, trường Đại học, ông trải qua các vị trí chức vụ Vụ trưởng Vụ Y học cổ truyền Bộ Y Tế, Phó Giám đốc Học viện Y học Cổ truyền Việt Nam.
Từ năm 1981 đến năm 1983, ông công tác tại Bệnh viện Đại học Y Hà Nội với vai trò Bác sĩ Nội trú khóa 7, chuyên sâu về y học cổ truyền. Từ năm 1981 đến năm 1989, ông giảng dạy tại Bộ môn Y học cổ truyền, Đại học Y Hà Nội.
Trong giai đoạn 1990-1992, ông là chuyên gia về y học cổ truyền tại Liên bang Nga (cũ). Sau đó, từ năm 1993 đến 2002, ông tiếp tục sự nghiệp giảng dạy với vai trò giảng viên chính tại Đại học Y Hà Nội. Năm 1997, ông nhận bằng Thạc sĩ chuyên ngành y học cổ truyền, tiếp đó là bằng Tiến sĩ cùng chuyên ngành vào năm 2001. Năm 2009, ông được công nhận học hàm Phó Giáo sư.
Từ năm 2003 đến 2014, ông đảm nhiệm nhiều chức vụ quan trọng trong lĩnh vực y học cổ truyền, bao gồm Phó Vụ trưởng rồi Quyền Vụ trưởng Vụ Y học cổ truyền Bộ Y Tế, Phó Giám đốc Học viện Y Dược học cổ truyền Việt Nam, và Viện trưởng Viện nghiên cứu Y dược cổ truyền Tuệ Tĩnh. Song song với công tác quản lý, ông còn tham gia giảng dạy và hướng dẫn nghiên cứu sinh, đồng thời là thành viên hội đồng xét duyệt chức danh giáo sư, phó giáo sư.
Từ năm 2015, ông đảm nhiệm vai trò Hiệu trưởng Trường Trung cấp Y dược Tuệ Tĩnh, Hà Nội..

## Thành tựu
- Bằng khen của Thủ tướng chính phủ Việt Nam.
- Danh hiệu Chiến sĩ thi đua.
- Kỷ niệm chương Vì sự nghiệp Đông Y.
- Đĩa Vàng Sáng tạo tôn vinh những đóng góp giá trị sáng tạo cho y học cổ truyền VN của Viện Hàn lâm Khoa học Sáng tạo Thế giới.
- Giải thưởng "Hải Thượng Lãn Ông" về  Y học cổ truyền của Bộ Y Tế
- Bằng khen Liên hiệp các hội UNESCO Việt Nam về thành tích xuất sắc trong nghiên cứu khoa học, công tác quản lý đạo đức toàn cầu theo tiêu chí UNESCO.